# جاكو: مينا نو ياما
جاكو: مينا نو ياما هي سلسلة مانغا يابانية صدرت في عام 2003 وتم جمعها في 18 تانكوبون.تصور مغامرات أحد المتطوعين مع فريق البحث والإنقاذ في جبال الألب اليابانية.تم عمل فيلم مقتبس من المانغا صدر في 7 مايو 2011.